# Olympiakí Aktí
Olympiakí Aktí, en grec moderne : Ολυμπιακή Ακτή, est un village du dème de Kateríni, de Macédoine-Centrale en Grèce.
Selon le recensement de 2011, la population du village s'élève à 320 habitants.